# Rohatschgebiet zwischen Guteborn und Hohenbocka
Rohatschgebiet zwischen Guteborn und Hohenbocka este o arie protejată (arie specială de conservare — SAC, sit de importanță comunitară — SCI) din Germania întinsă pe o suprafață de 245,1 ha, integral pe uscat.

## Localizare
Centrul sitului Rohatschgebiet zwischen Guteborn und Hohenbocka este situat la coordonatele 51°25′27″N 13°58′01″E / 51.4242°N 13.9669°E.

## Înființare
Situl Rohatschgebiet zwischen Guteborn und Hohenbocka a fost declarat sit de importanță comunitară în septembrie 2000 pentru a proteja un număr necunoscut de specii din flora spontană și fauna sălbatică aflate în arealul zonei. Situl a fost protejat și ca arie specială de conservare în septembrie 2003.

## Biodiversitate
Situată în ecoregiunea continentală, aria protejată conține 6 habitate naturale: Ape stătătoare oligotrofe până la mezotrofe, cu vegetație de Littorelletea uniflorae și/sau de Isoëto-Nanojuncetea, Păduri de fag Luzulo-Fagetum, Păduri de stejar sau de stejar și carpen sub-atlantice și medio-europene de Carpinion betuli, Păduri acidofile de stejar bătrân cu Quercus robur pe câmpii nisipoase, Păduri aluvionare cu Alnus glutinosa și Fraxinus excelsior (Alno-Padion, Alnion incanae, Salicion albae), Păduri acidofile de Picea de la nivel montan la nivel alpin (Vaccinio-Piceetea).
La baza desemnării sitului se află un număr nedeclarat de specii protejate.
Pe lângă speciile protejate, pe teritoriul sitului au mai fost identificate 3 specii de plante, 1 specie de reptile.